# Ajagabi
Ajagabi (en népalais : अजगैबी) est un comité de développement villageois du Népal situé dans le district de Rautahat. Au recensement de 2011, il comptait 3 785 habitants.